# Бусетта, Рамон
Рамон Бусетта (исп. Ramón Bucetta; 13 сентября 1894 — неизвестно) — уругвайский футболист.

## Клубная карьера
Защитник Бусетта принадлежал с 1921 по 1922 год «Пеньяролю», с которым в 1921 году он стал чемпионом Уругвая. С 1924 по 1929 год он играл за извечного соперника «Пеньяроля», «Насьональ». В 1924 году он выиграл свой второй титул национального чемпиона.

## Национальная сборная
Бусетта играл за уругвайскую национальную сборную. Он выиграл с командой чемпионат Южной Америки по футболу 1924, а также участвовал в первенствах 1927 (2-е место) и 1929 годов. В августе и сентябре 1928 года он участвовал в Кубке Ньютона и Кубке Липтона. В целом, начиная с дебютного матча 19 октября 1924 года до своей последней игры за 1 ноября 1929 года, он надевал футболку сборной пять раз. Он не забил ни одного гола.